# João Augusto Soares Brandão
João Augusto Soares Brandão (Lomba da Maia, Açores, 19 de Junho de 1844 — Rio de Janeiro, 16 de Novembro de 1921), conhecido pelo nome artístico de Brandão, o Popularíssimo, foi um poeta, teatrólogo e ator. Celebrizou-se na comédia de costumes, sendo um dos mais conhecidos e populares atores do panorama teatral brasileiro do final do século XIX e início do século XX.

## Biografia
Emigrou dos Açores para o Brasil em 1855, quando tinha 11 anos de idade. Por algum tempo trabalhou no comércio do Rio de Janeiro. Iniciou a sua carreira de ator aos 16 anos de idade, quando resolveu entrar para um Grêmio teatral amador por estar empolgado com as atuações do ator brasileiro João Caetano. Sua estreia, ainda como amador, aconteceu em um pequeno teatro particular no bairro carioca de Botafogo. Posteriormente, se apresentou em diversos teatros na cidade, incluindo o Teatro São Januário, localizado próximo ao Paço Imperial, onde participou, por volta de 1862 da montagem da peça Caravaggio. Por esta época, foi contratado pela atriz e empresária Maria da Glória para fazer parte de sua companhia teatral itinerante.
Por cerca de trinta anos, passou a percorrer os teatros das cidades e vilas do interior brasileiro, especialmente de Minas Gerais, São Paulo e Estado do Rio de Janeiro, apresentando-se em peças de caráter burlesco e em comédia de costumes. Durante este tempo, viveu diversas aventuras, conforme foi retratado, por exemplo, na peça O Mambembe, de Arthur Azevedo, cujo personagem "Frazão", foi claramente inspirado nele, conforme garantiu o próprio autor.
Brandão estava com sua Companhia teatral sediada na cidade de Sabará, em Minas Gerais, quando, em 1891, recebeu um convite para ir ao Rio de Janeiro, para atuar na peça Viagem ao Parnaso, de Arthur Azevedo, a ser apresentada no Teatro Apolo. Com o estrondoso sucesso que fez, mandou buscar a família que tinha ficado em Sabará e radicou-se na então capital brasileira. A partir dali, fez tanto sucesso que o jornalista Feliciano Prazeres, do Jornal do Brasil, o chamou de "Popularíssimo", apelido que acabou adotando e com ele foi conhecido em muitos lugares do Brasil e até fora dele.
Entre suas peças de maior sucesso, se destacam: A Pera de Satanás, de Eduardo Garrido, Abacaxi, de Moreira Sampaio, Tribofe, de Arthur Azevedo, onde atuou com Francisco Vasques, outro notável ator comediante, Rio Nu, de Moreira Sampaio, A Capital Federal, de Arthur Azevedo, Tim Tim por Tim Tim, de Souza Bastos, O Esfolado, de Raul Pederneiras e Vicente Reis, O Mambembe, de Arthur Azevedo, e A Última do Dudu, de Raul Pederneiras.
No fim de sua carreira, foi convidado por Leopoldo Fróes para ser o ensaiador da Companhia do Teatro Trianon, que apresentava um repertório de comédias leves.
Brandão pretendia publicar um livro de suas memórias teatrais, intitulado Último ato, mas após sua morte, a viúva vendeu os originais e o livro acabou sendo irremediavelmente perdido.
Em 16 de novembro de 1921, quando estava na plateia do Democrata Circo, foi acometido de um forte acesso de tosse, vindo a falecer de síncope cardíaca. Brandão deixava a viúva, Beatriz, e nove filhos, sendo dois de seu segundo casamento, um do terceiro e seis do quarto matrimônio. O único de seus filhos que seguiria carreira de ator foi Brandão Filho, que conquistou enorme popularidade no circo, no rádio, no teatro, no cinema e na televisão, especialmente com o personagem "Primo Pobre", do programa Balança mas não cai.
A freguesia de Lomba da Maia, na ilha de São Miguel, nos Açores, sua terra natal, prestou-lhe homenagem em 1983, com um monumento feito por um artista local.

## Obras publicadas
- Cenas Realistas (teatro). Rio de Janeiro, 1894.
- Lamentações de um porteiro: cena cômica. Rio de Janeiro, 1895.
- O Boiadeiro (poesia). Rio de Janeiro, 1895.
- Capenga não forma (teatro). Rio de Janeiro, 1895.
- O Tio Geriva (comédia de costumes). Rio de Janeiro, 1895.
- O Barão das Crioulas (burleta-revista). Rio de Janeiro, 1919.